# Valor absoluto p-ádico
Valor absoluto p-ádico, em teoria dos números, é uma função que associa cada número de alguns corpos a um número real não-negativo, e que tem determinadas propriedades, algumas das quais são intuitivas e análogas ao valor absoluto usual (a função modular, que associa cada número real ou cada número complexo ao seu módulo), porém tem também algumas propriedades não-usuais, por exemplo, o valor absoluto p-ádico de um número multiplicado por p é o valor absoluto p-ádico deste número dividido (e não multiplicado, como no valor absoluto usual) por p.
Uma função se chama valor absoluto quando tem determinadas propriedades em comum com a função modular, por exemplo, o valor absoluto é sempre não-negativo, só é zero quando o elemento é zero, satisfaz à desigualdade triangular e é preservada pelo produto, ou seja, o valor absoluto do produto é o produto dos valores absolutos.
Pode-se demonstrar que existem, essencialmente, apenas três tipos de valor absoluto nos racionais, um deles é o valor absoluto trivial, no qual o valor absoluto de qualquer elemento não-nulo é um, o valor absoluto usual, aquele para o qual |p/q| = p/q e |-p/q| = p/q quando p,q são positivos, e, finalmente, um valor absoluto que é definido para cada p primo, e tem a propriedade de que |p| = 1/p. Este é o valor absoluto p-ádico.

## Definição
O valor absoluto p-ádico, nos números racionais, representado por |.|p, é definido pelas seguintes propriedades:
{\displaystyle |p^{n}|_{p}={\frac {1}{p^{n}}}\,} para n inteiro 
{\displaystyle |{\frac {m}{n}}|_{p}=1\,} para todos números m e n relativamente primos com p 
O valor absoluto p-ádico satisfaz à desigualdade triangular forte:
{\displaystyle |a+b|\leq \max(|a|,|b|)\,}

## Números p-ádicos
Os números p-ádicos, {\displaystyle \mathbb {Q} _{p}\,} são o resultado de aplicar a completação dos números racionais utilizando-se o valor absoluto p-ádico.
O valor absoluto p-ádico, definido nos racionais, pode ser estendido para o valor absoluto p-ádico nos números p-ádicos.[carece de fontes?]
Todo número p-ádico pode ser escrito como uma soma, que converge segundo o valor absoluto p-ádico:
{\displaystyle a=a_{-k}p^{-k}+\ldots +a_{-1}p^{-1}+a_{0}+a_{1}p+a_{2}p^{2}+\ldots \,}
e esta expressão é única, com a restrição {\displaystyle 0\leq a_{n}<p\,} inteiros.
O valor absoluto p-ádico deste número a é pk, se a-k não for zero.[carece de fontes?]
No caso de a ser um inteiro p-ádico, ou seja, a pode ser escrito como:
{\displaystyle a=a_{0}+a_{1}p+a_{2}p^{2}+\ldots =\sum _{i=0}^{\infty }a_{i}p^{i}\,}
então seu valor absoluto é p-k, em que ak é o primeiro coeficiente da série que não é zero.[carece de fontes?]